# Shapirova reakce
Shapirova reakce je organická reakce, při níž se keton nebo aldehyd přeměňuje na alken přes hydrazonový meziprodukt za přítomnosti dvou ekvivalentů organolithného činidla. Reakci objevil roku 1967 americký chemik Robert Shapiro. Shapirova reakce byla využita při Nicolaouově totální syntéze taxolu. Tato reakce je podobná Bamfordově–Stevensově reakci, při níž také dochází k zásaditému rozkladu tosylhydrazonů.

## Mechanismus reakce
Před samotnou Shapirovou reakcí reaguje keton či aldehyd (1) s p-toluensulfonylhydrazidem(2) za vzniku p-toluensulfonylhydrazonu (3). Přidáním dvou ekvivalentů silné zásady, jakou je například butyllithium, dojde k deprotonaci hydrazonu (4) za vzniku karboaniontu (5). U tohoto karbaniontu následně proběhne eliminační reakce, při níž dojde k tvorbě dvojné vazba mezi uhlíkovými atomy a odštěpení tosylové skupiny, přičemž se vytvoří diazoniový anion (6). Z tohoto aniontu se následně odštěpí dusík, čímž vznikne vinyllithná sloučenina (7), jež může následně reagovat s různými elektrofily, například s vodou nebo kyselinou. za vzniku konečného produktu (8).

## Příklady a vlastnosti
Poloha alkenu u výsledného produktu je ovlivňována místem, kde dochází k deprotonaci organolithné zásady. Obecně je selektivně deprotonováno méně substituované místo rozdílnými skupinami substituovaného tosylhydrazonu, což vede ke vzniku méně substituovaného vinyllithného meziproduktu. I když u vinyllithných skupin dochází k mnoha vedlejším reakcím, tak zde po přidání vody dojde k protonaci alkenu; Vinyllithné sloučeniny mohou taktéž projít alkylačními reakcemi s alkylhalogenidy.

Shapirova reakce začínající kafrem (1) a probíhající přes hydrazonový meziprodukt (2) za vzniku vinyllithné sloučeniny (3). Přidání vody (c) vede ke vzniku 2-bornenu (4) a přidáním alkylbromidu (d) vznikne látka 5.

Shapirovu reakci nelze použít k syntéze 1-lithioalkenů (a jejich derivátů), jelikož u sulfonylhydrazonů odvozených od aldehydů dochází k adici organolithné zásady na uhlík vazby C=N.

## Katalytická Shapirova reakce
Při Shapirově reakci v její původní podobě jsou k tvorbě alkenyllithných činidel potřebná stechiometrická (někdy až nadbytečná) množství zásady. Za účelem snížení množství použitých zásad byla vyvinuta efektivní stereoselektivní varianta, při níž se kombinují ketonfenylaziridinylhydrazony s katalytickými množstvími lithných amidů.
Potřebný fenylaziridinylhydrazon se získá kondenzací undekan-6-onu s 1-amino-2-fenylaziridinem. Přidáním 0,3 ekvivalentů diisopropylamidu lithného k fenylaziridinylhydrazonu dojde k níže znázorněné tvorbě alkenu, přičemž poměr cis:trans je 99,4:0,6; tento poměr byl určen analýzou pomocí plynové chromatografie po převodu produktů na odpovídající epoxidy působením kyseliny m-chlorperoxybenzoové.
K vysoké stereoselektivitě dochází díky přednostnímu odstranění α-methylenového vodíku v poloze syn vzhledem k fenylaziridinu a též díky vnitřní chelataci lithiovaného meziproduktu

## Využití Shapirovy reakce při totálních syntézách
Shapirova reakce se využívá k přípravě alkenů za účelem syntézy složitých přírodních produktů. Japonský chemik Kendži Mori se svými spolupracovníky vyvinul způsob určení absolutní konfigurace fytokassanové funkční skupiny u skupiny přírodních produktů nazývaných fytoalexiny pomocí přípravy (−)-fytokassanu D z (R)-Wielandova–Miescherova ketonu. V průběhu procesu se tricyklický keton účastní Shapirovy reakce, přičemž vzniká cyklický alken.